# Wyk auf Föhr
Wyk auf Föhr è una città di 4 384 abitanti dello Schleswig-Holstein, in Germania. La città è il principale centro abitato dell'isola di Föhr.
Appartiene al circondario (Kreis) della Frisia Settentrionale (targa NF) ed è parte della comunità amministrativa (Amt) di Föhr-Amrum.

## Storia
Wyk auf Föhr (in frisone: Vyk) venne fondata intorno alla metà del 1600 da esuli che scappavano dal disastro naturale dell'Inondazione di Burchardi del 1634.
Wyk crebbe velocemente come centro commerciale dell'isola e tutt'oggi è l'unica città sull'isola con un porto, un ospedale e centri di prima necessità.
Nel 1819 Wyk venne omaggiata del titolo di stazione balneare, all'epoca la prima dello Schleswig-Holstein, e la terza della Germania, dopo Norderney e Heiligendamm.
La città nel 1840 aveva già circa 200 strutture alberghiere.
Ma la fama di Wyk crebbe con l'arrivo del re Cristiano VIII di Danimarca che scelse la città come luogo di villeggiatura fra il 1842 e il 1847.
Tutt'oggi il turismo rappresenta la principale entrata economica della città.

## Luoghi d'interesse

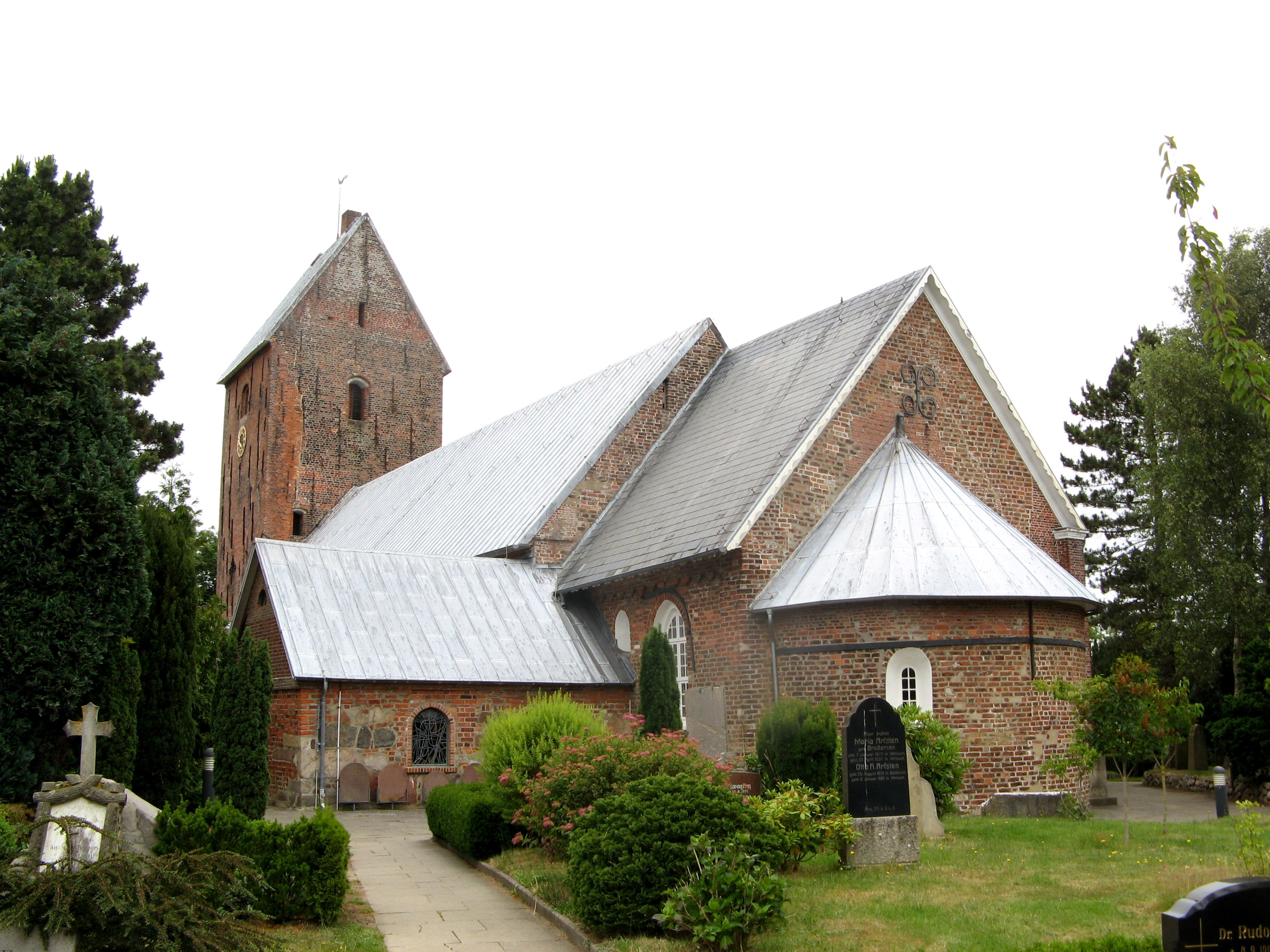
Chiesa di San Nicola

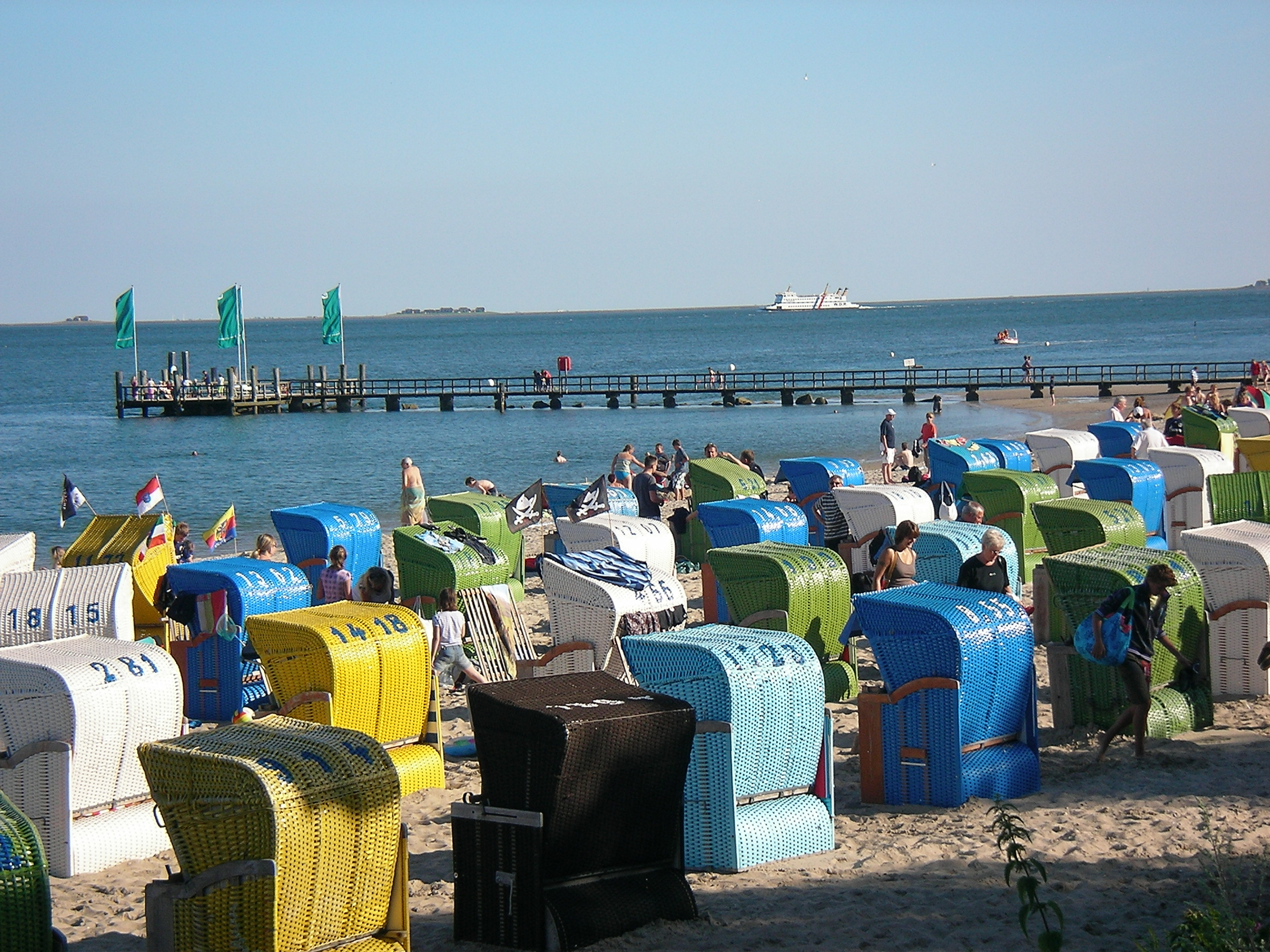
Spiaggia a Wyk con i tipici Strandkorb

La città si trova nella parte orientale dell'isola. Qui, il porto è importante per i collegamenti giornalieri in traghetto con la terraferma. Molto importante è il faro di Olhörn che campeggia sulla spiaggia.
A Wyk sono presenti molti antichi edifici, come le classiche case con il tetto di paglia, ovvero le antiche abitazioni di marinai.
Ricordiamo qui la chiesa di San Nicola e il cimitero annesso con le caratteristiche sepolture dei capitani e dei marinai, che presentano epitaffi sulle loro avventure per i mari.
Da segnalare la lunga spiaggia su cui si sviluppa la passeggiata della città. Dalla spiaggia si vedono le isole di Halligen.